# ザ・パークハウス西新宿タワー60
ザ・パークハウス西新宿タワー60は、 東京都新宿区西新宿にある超高層マンション。

## 概要
木造住宅密集地域の不燃化を目的とした西新宿五丁目中央北地区市街地再開発事業によって整備が進められた。
売主は三菱地所レジデンス・相鉄不動産・丸紅の3社。
西新宿の超高層ビル群の中では最西端の開発となり、当開発を皮切りに隣接する北街区・中央南街区でも再開発事業が行われている。完成すると五丁目に4棟の超高層ビルが並ぶ予定である。
再開発では新宿区立淀橋けやきばし公園や有効空地などの公園も整備された。再開発で消滅した商店街の記憶を残す旧けやき橋通り商店街の碑が有効空地に建立された。
階数は60階であり、完成した2017年から2022年2月現在において居住用建築物として、階数の点では日本国内1位である。
高さの点では完成時点で大阪府大阪市のThe Kitahamaに次ぐ国内2位であったが、2022年1月に虎ノ門ヒルズレジデンシャルタワー（東京都港区）が完成し、国内3位となった。

## ギャラリー

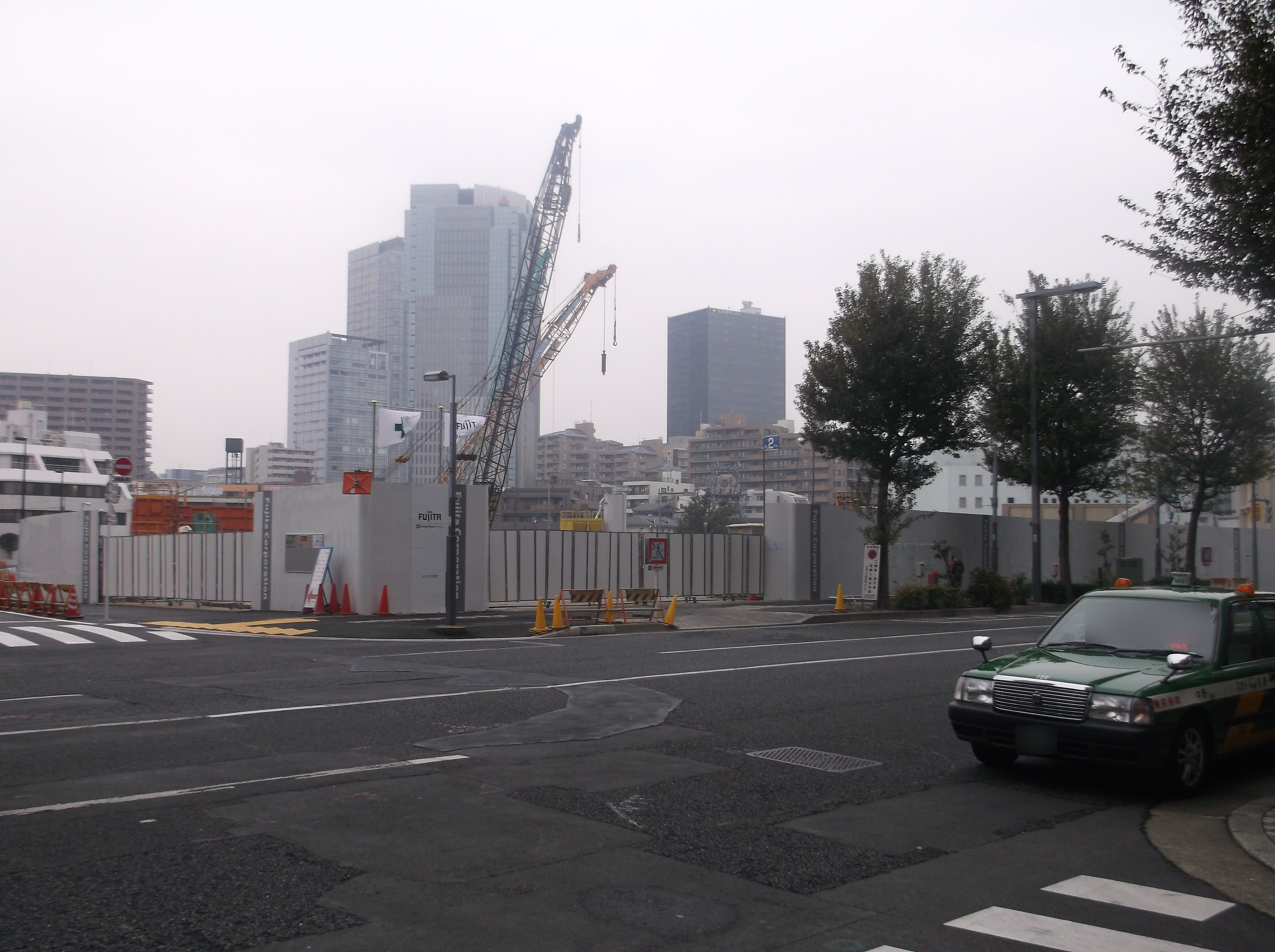
建設中の様子（2014年11月）。後方は中野坂上のビル群。
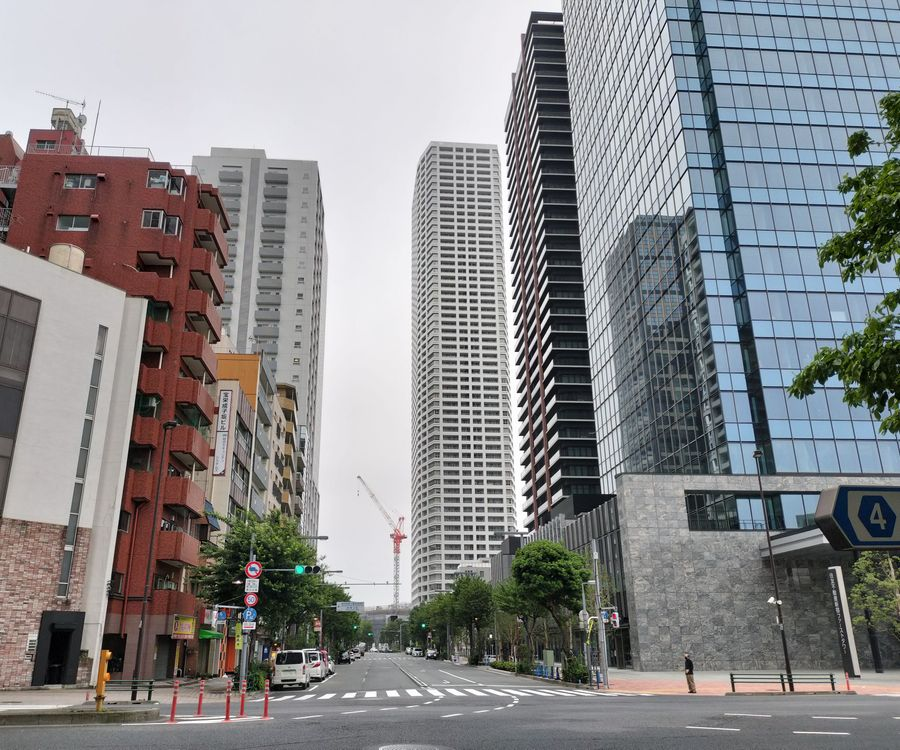
成子坂下交差点から望む（2023年6月）
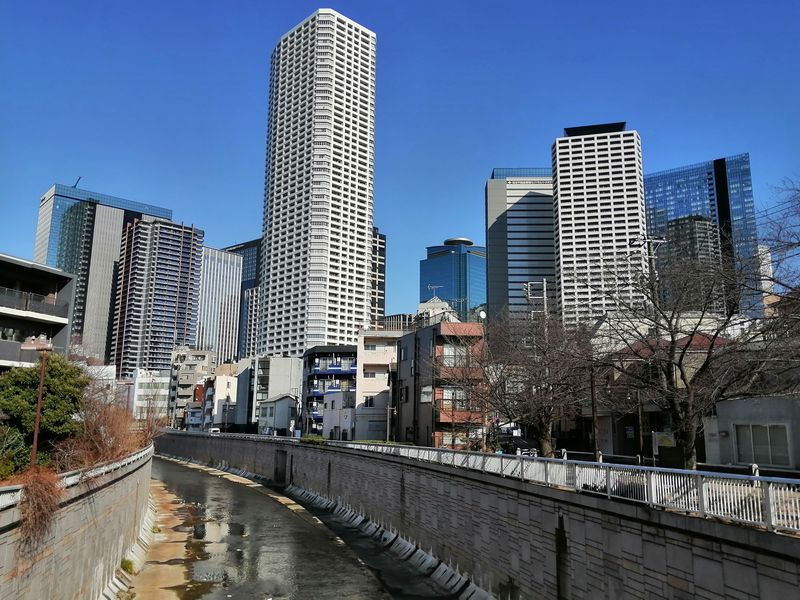
神田川の菖蒲橋から望む（2023年2月）
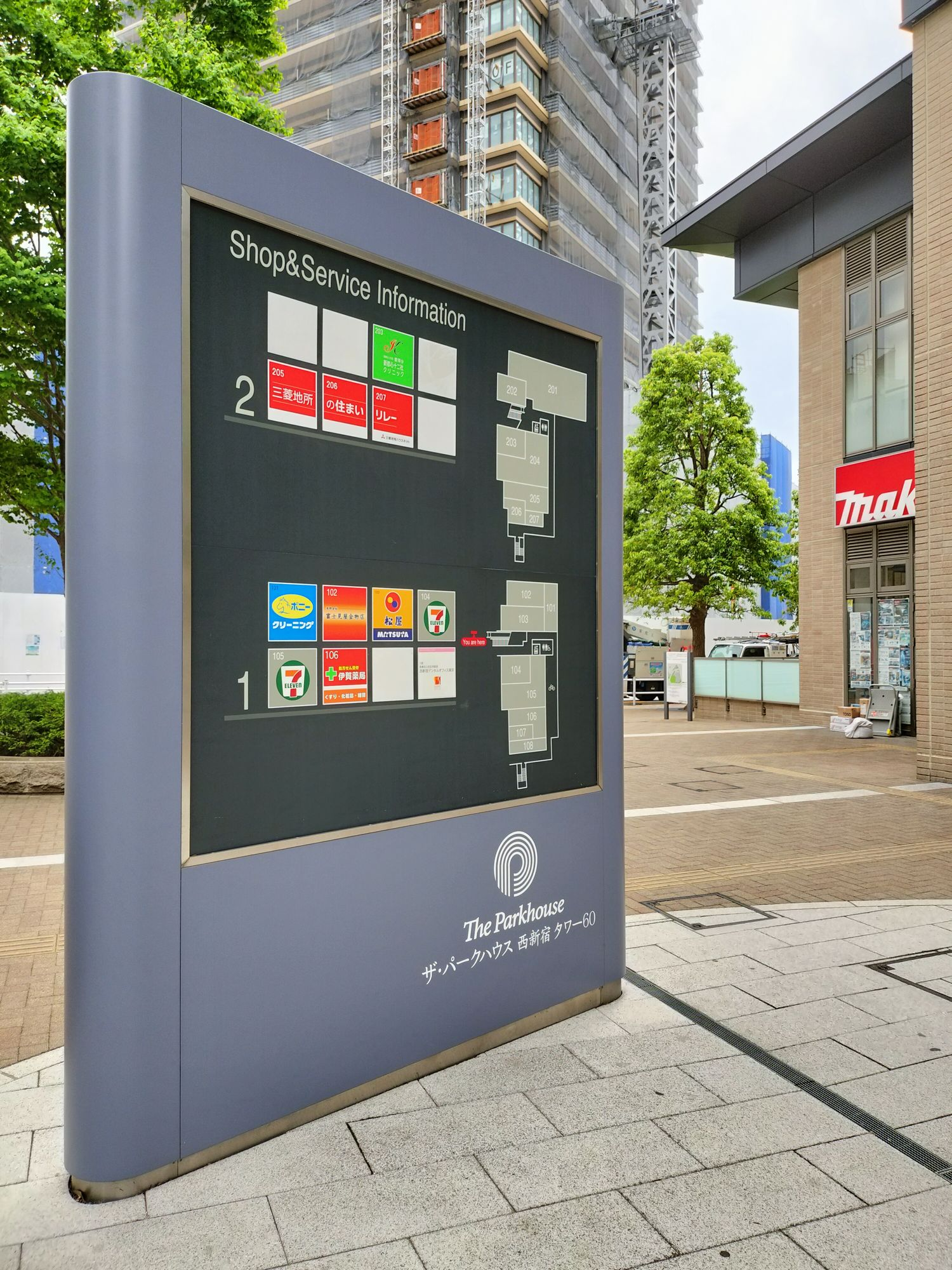
1,2階の入居店舗の表示。
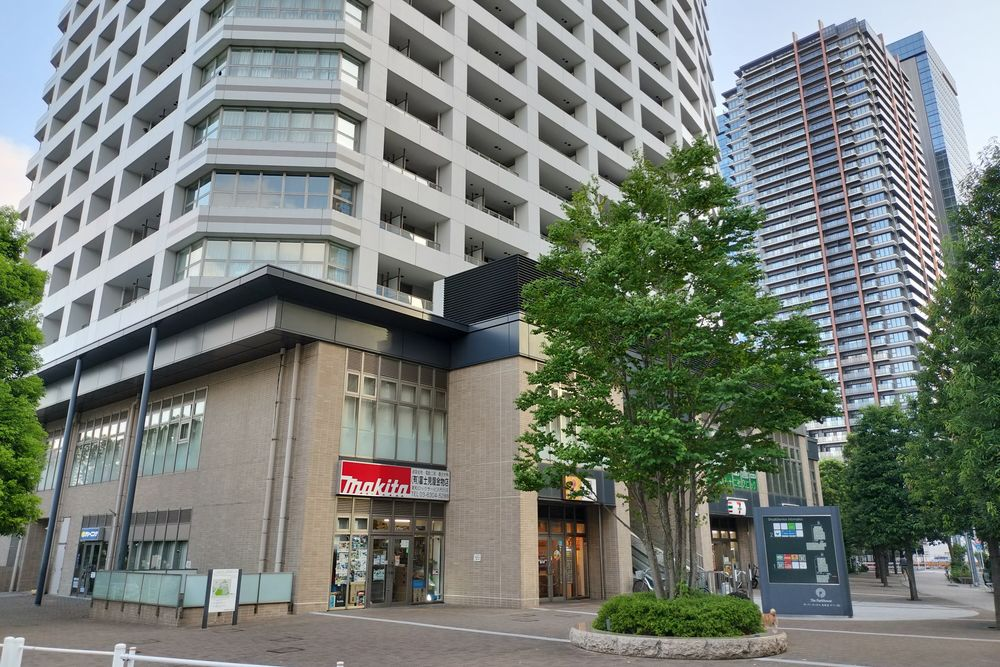
下層部の様子。
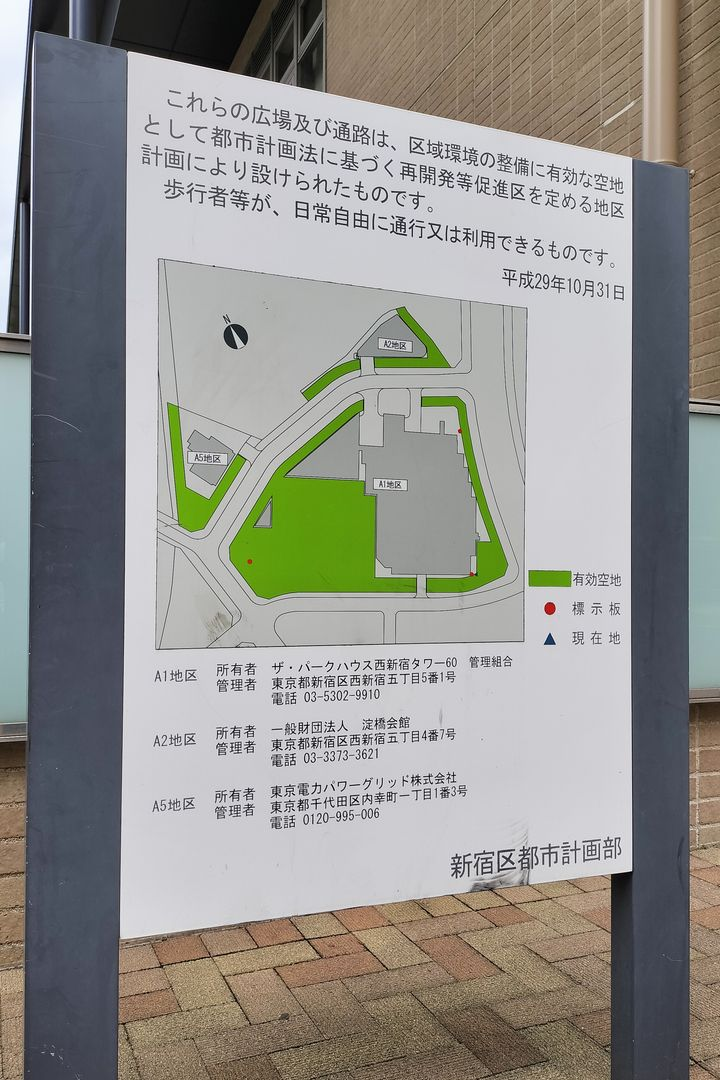
有効空地の表示。
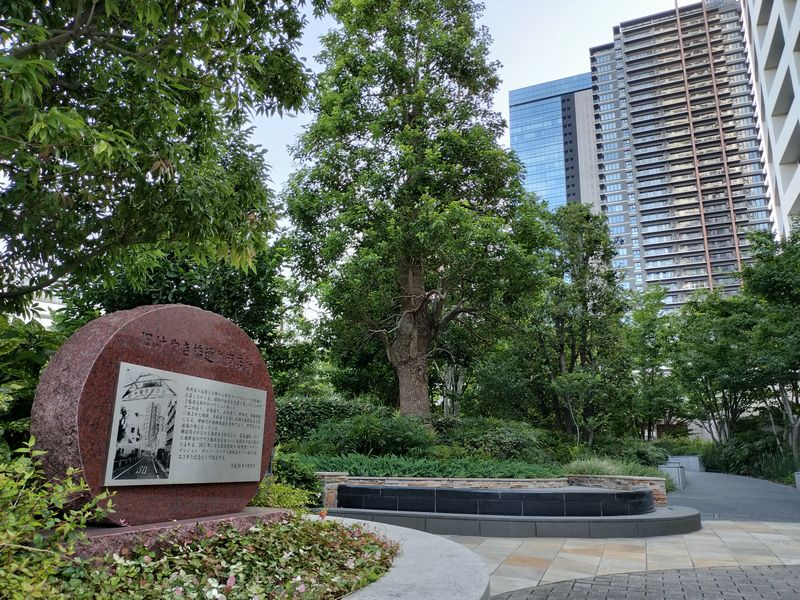
西側の有効空地。「旧けやき橋通り商店街」の碑がある。

## 関連する出来事
2024年（令和6年）5月8日午前3時10分頃、当マンションの敷地内で住人の25歳の飲食店勤務の女性を当時51歳の自営業の男性が果物用包丁で刺し殺害する事件が発生した。男は犯行後現行犯逮捕された。